# Cecidocarcinus brychius
Cecidocarcinus brychius is een krabbensoort uit de familie van de Cryptochiridae. De wetenschappelijke naam van de soort is voor het eerst geldig gepubliceerd in 1987 door Kropp & Manning.